# USS 메인 (SSBN-741)

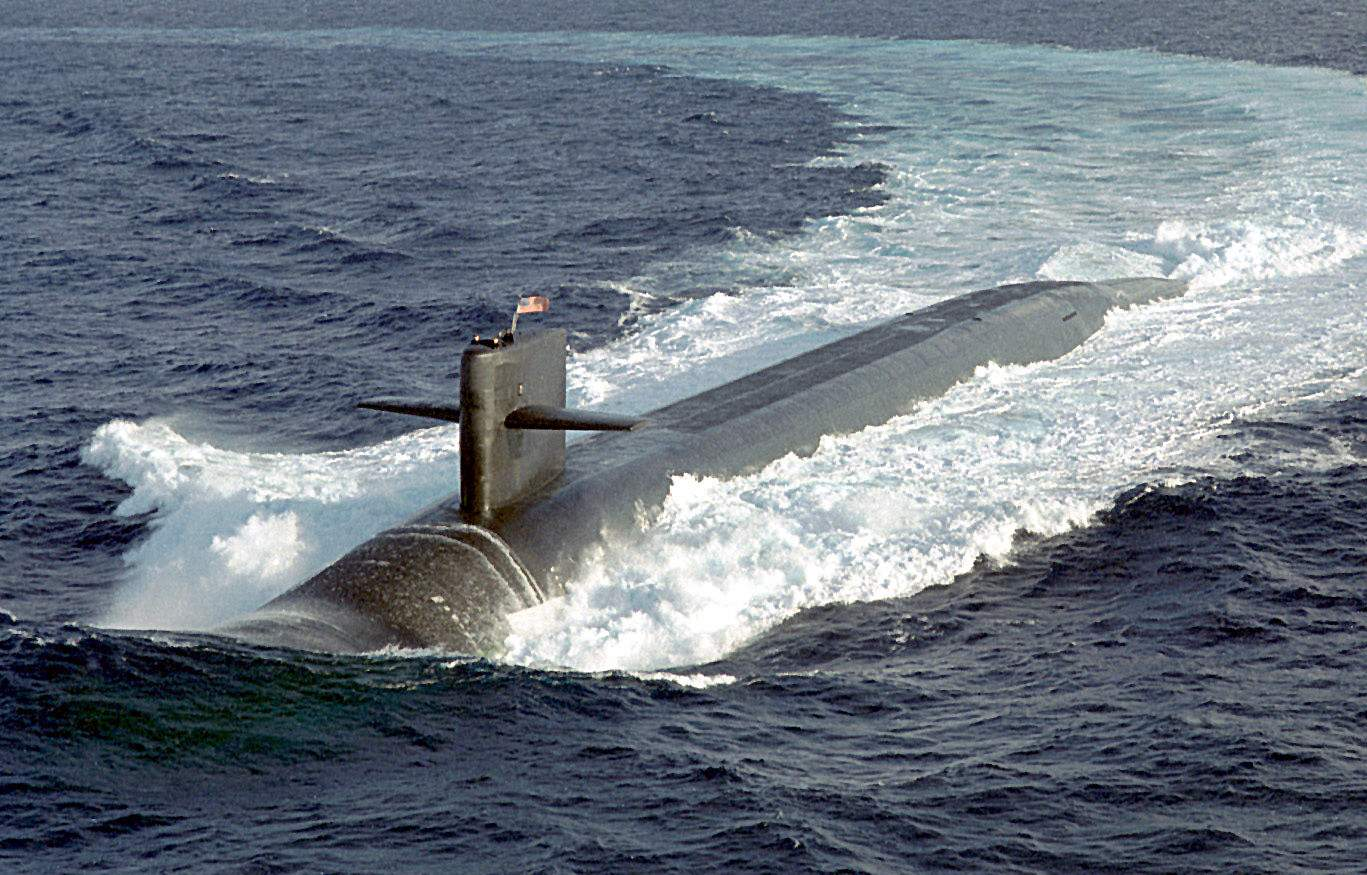
USS 메인 (SSBN-741)

USS 메인 (SSBN-741)은 미국 해군의 오하이오급 잠수함이다.

## 역사
1988년에 주문을 해서, 1990년에 기공식을 가졌고, 1994년에 진수하여 1995년에 취역했다.
트라이던트 미사일 24발을 탑재했다.
미국의 23번째 주인 메인 주의 이름을 쓰는 네번째 미국 해군 군함이다.

## 대한민국
2023년 4월 18일, 한국 해군 해군잠수함사령부 사령관 이수열 소장과 미 7잠수함전단장 릭 시프 준장, 일본 해상자위대 잠수함대 사령관 타와라 타테키 중장이 미국 괌 해군기지를 방문해 SSBN '메인함'에 탑승했다.
SSBN은 전략폭격기, 대륙간탄도미사일(ICBM)과 함께 미국의 '핵 3축'으로 미국은 오하이오급 14척 중 8척을 태평양에 배치하고 있는 것으로 알려졌다.
트라이던트 미사일에는 455kt 위력의 W88 탄두 8발(24 X 8=총 192발, 87.26메가) 또는 90kt 위력의 W76(M1) 탄두 14발(24 X 14=총 336발, 30.24메가톤)을 탑재했다.
러시아는 RS-28 사르마트 ICBM 한 발로, 프랑스(551,695km²) 또는 텍사스 주(695,662km²)를 초토화 시킨다고 자랑하는데, 500 kt 핵탄두 15발로 합계 위력은 7.5메가톤이다. 북한(120,540km²)은 텍사스의 1/5 크기도 안된다. 따라서 합계 위력 1.3메가톤이면 북한 전체를 초토화 시킬 수 있다. 그런데, 메인함에 탑재된 핵미사일의 합계 위력은 87메가톤이나 된다.
윤석열 대통령이 12년 만에 미국을 국빈방문했다. 2023년 4월 26일, 백악관에서 조 바이든 대통령과 한미정상회담을 하고 워싱턴 선언을 채택했다. 워싱턴 선언에서 오하이오급 잠수함의 한반도 정기전개를 명시했다. 한국식 핵공유 참조.

## 같이 보기
- 한국식 핵공유